# Kamettia
Kamettia là chi thực vật có hoa trong họ Apocynaceae.